# Снага октана
Снага октана је српска музичка-аутомобилистичка телевизијска емисија која се приказује од 22. фебруара 2013. године на каналу Хепи ТВ. У почетку, емисија је била само о аутомобилизму, док касније постаје више фокусирана на музику. Први водитељ је био Александар Угљешић, док су тренутни Иван Иванов и Јелена Димитријевић.